# Богатырёв, Владимир Дмитриевич
Влади́мир Дмитриевич Богатырёв (также пишется как Богатырев) (род. 25 июня 1974) — доктор экономических наук, профессор. Ректор Самарского национального исследовательского университета им. академика С. П. Королёва (с 2019 года).

## Биография
Владимир Богатырев родился 25 июня 1974 года в Куйбышеве. В 1992 году поступил на факультет информатики Самарского государственного аэрокосмического университета им. С. П. Королёва (СГАУ). В 1997 году окончил университет по специальности «прикладная математика». В 2000 году окончил аспирантуру СГАУ. В 2001—2003 годы работал в ОАО «Самарский элеватор», заместителем директора по коммерции и развитию, затем, с конца 2001 года, генеральным директором.
В 2000 году защитил диссертацию на соискание учёной степени кандидата экономических наук на тему «Моделирование процедур анализа и согласованного управления инвестиционными проектами». С 2003 года доцент, а с 2006 года профессор кафедры экономики Самарского аэрокосмического университета.
В 2006 году в Самарском аэрокосмическом университете защитил диссертацию на соискание учёной степени доктора экономических наук на тему «Модели и экономические механизмы согласованного взаимодействия в промышленных комплексах». В 2007 году назначен деканом факультета экономики и управления вуза. С 2010 по 2019 года занимал должность проректора по образовательной и международной деятельности университета. С февраля 2018 года — директор НОК «Цифровая экономика».
15 января 2019 года назначен временно исполняющим обязанности ректора Самарского университета. 14 января 2020 года Министр науки и высшего образования Михаил Котюков подписал указ о его назначении на должность ректора университета.

## Награды
- Медаль «За заслуги в проведении Всероссийской переписи населения 2010 года»
- Благодарственное письмо Губернатора Самарской области (2018)
- Памятный знак «В память военного парада в г. Куйбышеве 7 ноября 1941 г.»
- Почётная грамота Министерства образования и науки Самарской области (2008)

## Научная деятельность
Область научных интересов Владимира Богатырева — математические и инструментальные методы экономики, а также управление инновациями, высокотехнологичными производствами. Так свою монографию «Модели механизмов взаимодействия в активных производственно-экономических системах» он посвятил анализу стратегии поведения структурных элементов в производственно-экономических системах, а также выявлению противоречия между этими структурными элементами и нахождению условия согласованного взаимодействия между ними.
Диссернет выявил некорректные публикации с загадочным авторством.

## Санкции
6 марта 2022 года после вторжения России на Украину подписал письмо в поддержу российской агрессии. С 9 июня 2022 года находится под персональными санкциями Украины за поддержку войны. Также был внесён ФБК в список коррупционеров и разжигателей войны за поддержку нападения на Украину, 16 марта 2022 года форумом свободной России внесён в санкционный «Список Путина» с предложением введения против него международных санкций.

## Книги и публикации
Владимир Богатырев автор более 130 публикаций, в том числе и соавтор 17 учебных пособий, методических указаний и монографий.

### Монографии
- Модели механизмов взаимодействия в активных производственно-экономических системах / Богатырев В. Д. // Самара, 2003.
- Региональные аспекты развития промышленного комплекса в условиях цифровой экономики / Богатырев В. Д., Булавко О. А., Гродский В. С., Домнина С. В., Иваненко Л. В. и др. // Самара, 2018.
- Инновационные подходы в подготовке специалистов для высокотехнологического машиностроения / Апарина Л. А., Белашевский Г. Е., Богатырев В. Д., Козлов Д. М., Комаров В. А., Комаров В. А., Кузнецова Е. Р., Матвеев В. Н., Расщепкина Н. А., Шустов С. А. // Самарский национальный исследовательский университет имени академика С. П. Королева. Самара, 2009.

### Учебники и учебные пособия
- Основы теории управления экономическими системами / Богатырев В. Д., Герасимов Б. Н. // Самара, 2008.
- Экономическая теория для бакалавров менеджмента / Богатырев В. Д., Ситникова А. Ю. // Учебно-методический комплекс дисциплины / Самара, 2008.
- Микроэкономика / Богатырев В. Д., Ситникова А. Ю. / Учебное пособие // Самара, 2015.

### Статьи
- Механизм управления взаимодействием в одноуровневой организационной системе / Богатырев В. Д. // Автоматика и телемеханика. 2005. № 5. С. 156—174.
- Оптимизационная модель выбора цен на реализуемую продукцию промышленного предприятия / Богатырев В. Д., Есипова О. В. // Экономические науки. 2010. № 72. С. 261—265.
- Первичное размещение акций как источник финансирования и импульс развития бизнеса / Богатырев В. Д., Щеглов С. В. // Научные труды Вольного экономического общества России. 2010. Т. 128. С. 89-110.